# جین اومرا دریسکول
جین اومرا سندرز (انگلیسی: Mary Jane O'Meara Sanders؛ زادهٔ ۸ اکتبر ۱۹۵۰ در نیویورک) یک فعال مدنی اهل ایالات متحده آمریکا و همسر سناتور دموکرات، برنی سندرز است.